# Georg Wolfgang Karl Lochner
Georg Wolfgang Karl Lochner (* 30. August 1798 in Nürnberg; † 3. Dezember 1882 ebenda) war ein deutscher Pädagoge und Archivar.

## Leben
Georg Wolfgang Karl Lochner war der Sohn eines Kupferstechers. Er besuchte das Gymnasium in seiner Heimatstadt, danach studierte er in Erlangen Theologie und Philosophie. Während seines Studiums wurde er Mitglied und Senior der Landsmannschaft der Franken, war dann aber 1817 einer der Gründer der Alten Erlanger Burschenschaft, deren Sprecher er war. Er tat sich als Gegner von Karl Ludwig Sand und der Erlanger Burschenschaft Teutonia hervor. Er war Mitglied im Jünglingsbund.
Nach seinem Studium arbeitete Lochner von 1819 bis 1823 als Lehrer an einer Nürnberger Erziehungsanstalt und wurde dann Hauslehrer einer Adelsfamilie. Er legte seine Prüfung für das höhere Schulamt ab und übernahm übergangsweise eine Gymnasialklasse in Nürnberg. 1824 wurde er im Zuge der Demagogenverfolgung seiner Lehrtätigkeit enthoben und kam bis 1825 in Münchner Untersuchungshaft. Nach seiner Entlassung arbeitete er als Privatlehrer in Nürnberg. 1826 wurde er Lehrer für neuere Sprachen. 1827 wurde er Verweser einer Gymnasialprofessur. 1830 wurde er Subrektor und oberster Leiter der lateinischen Schule. 1845 wurde er Verweser des Rektorats am Nürnberger Melanchthongmynasium. Dort wurde er 1846 Professor der Oberklasse und Rektor. 1857 ging er in den Ruhestand.
Von 1857 bis 1860 arbeitete er als Hilfsarbeiter in der Redaktion des Korrespondenten von und für Deutschland. Der Magistrat der Stadt Nürnberg berief Lochner 1864 zur Einrichtung eines Stadtarchivs. Er war in Folge von 1865 bis zu seinem Lebensende Erster und Stadtarchivar von Nürnberg. In dieser Zeit forschte er über Nürnberger Stadtgeschichte. Er war Herausgeber der Nürnberger Jahrbücher. Lochner verfasste mehrere Artikel in der Allgemeinen Deutschen Biographie.

## Ehrungen
- 1854: Ehrendoktor (Dr. phil. h. c.) der Universität Erlangen
- 1856: Verdienstorden vom Hl. Michael, 1. Klasse
- Ehrenmitglied des Vereins für Geschichte der Stadt Nürnberg

## Veröffentlichungen (Auswahl)
- Der Spruch von Nürnberg. Beschreibendes Gedicht des Hans Rosenplüt genannt der Schnepperer. Nürnberg 1854 Online
- Die Stadt Nürnberg im Ausgang ihrer Reichsfreiheit. Nürnberg 1858. Digitalisat Münchener Digitalisierungszentrum alternativ bei Google Books
- Lebensläufe berühmter und verdienter Nürnberger. Nürnberg 1861.
- Die Personen-Namen in Albrecht Dürer’s Briefen aus Venedig. Nürnberg 1870.
- Nürnberg und seine Merkwürdigkeiten: Ein Wegweiser für Fremde. Nürnberg 1873. (Online)